# Vlado Chernozemski
Vlado Georgiev Chernozemski (en búlgaro Владо Георгиев Черноземски, transliterado Vlado Georgiev Černozemski; Kamenica, 1897 - Marsella, 1934), nacido Velichko Dimitrov Kerin, fue un revolucionario, terrorista, asesino y magnicida búlgaro, que llegó a ser considerado el terrorista más peligroso de Europa.
Comenzó sus actividades revolucionarias en 1922, cuando se unió a la Organización Interna Revolucionaria de Macedonia (OIRM). Poco después, se convirtió en un asesino para la organización. Mató a dos políticos notables búlgaros, el comunista Dimo Hadzhidimov y el miembro del OIRM Naum Tomalevski. En ambas ocasiones fue condenado a muerte; la primera logró huir, y la segunda fue perdonado. Después de ser liberado de la prisión en 1932, se convirtió en instructor del grupo terrorista croata Ustacha. En una operación conjunta con la Ustacha para asesinar al rey Alejandro I de Yugoslavia durante una visita oficial a Francia, Chernozemski acabó con la vida del monarca y del ministro francés Louis Barthou el 9 de octubre de 1934. Casi inmediatamente, el magnicida fue atacado por la policía francesa y la muchedumbre, muriendo ese mismo día.

## Biografía
Velichko Dimitrov nació en una aldea llamada Kamenica (que después pasó a formar parte de la ciudad de Velingrad), de donde eran originarios sus padres: Dimitar Velichkov Kerin y Risa Hristoskova Baltadzieva. En la época, el pueblo pertenecía al Principado de Bulgaria, un estado vasallo del Imperio otomano. Chernozemski asistió a la escuela primaria en Kamenitsa, y posteriormente fue reclutado para el ejército búlgaro en Plovdiv, participando en la Primera Guerra Mundial en el cuerpo de ingenieros. Se casó al finalizar la guerra, trabajando después como chófer y relojero. En 1923 nació su hija Latinka, y en 1925, se divorció y volvió a casarse.

### Ingreso en el OIRM
En 1922 se unió a la Organización Interna Revolucionaria de Macedonia (OIRM, fundada por Todor Alexandrov), pasando a formar parte de la unidad Voivoda Ivan Barlyo, y cambiando su nombre a Vlado Chernozemski. En la década de 1920, se trasladó a Bansko, y también desarrolló su actividad contra el estado yugoslavo en Štip, Kočani y Radoviš. Pasó después a la región de Vardar en Macedonia, donde participó con comandos del OIRM en diversos actos terroristas y escaramuzas con la policía yugoslava. Pronto se convirtió en uno de los mejores tiradores de la organización, destacando por su valor, sangre fría y disciplina.
Sus cualidades y su actividad guerrillera le permitieron ganarse la confianza y el respeto del fundador y líder de la organización, Todor Alexandrov, y después de Ivan Mihailov, que sustituyó a este cuando fue asesinado en 1924.

### Asesino del OIRM

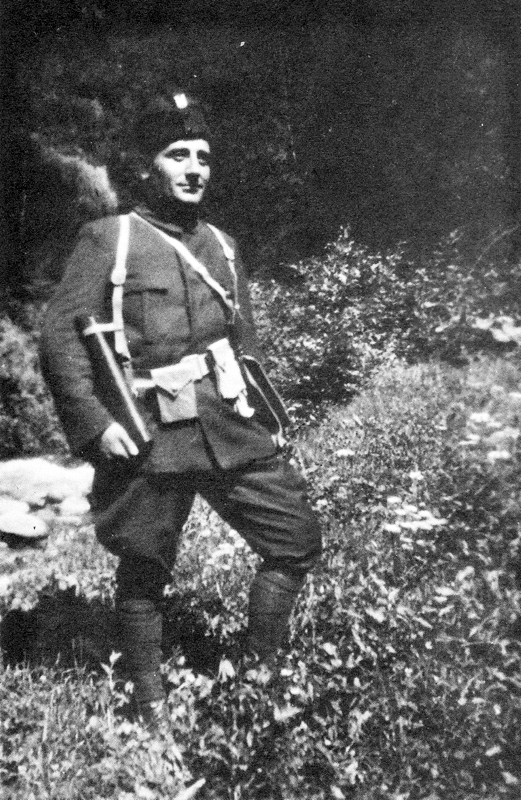
Chernozemski, con uniforme de la Ustacha, en un punto indeterminado de Hungría en 1934, poco antes de perpetrar los Asesinatos de Marsella.

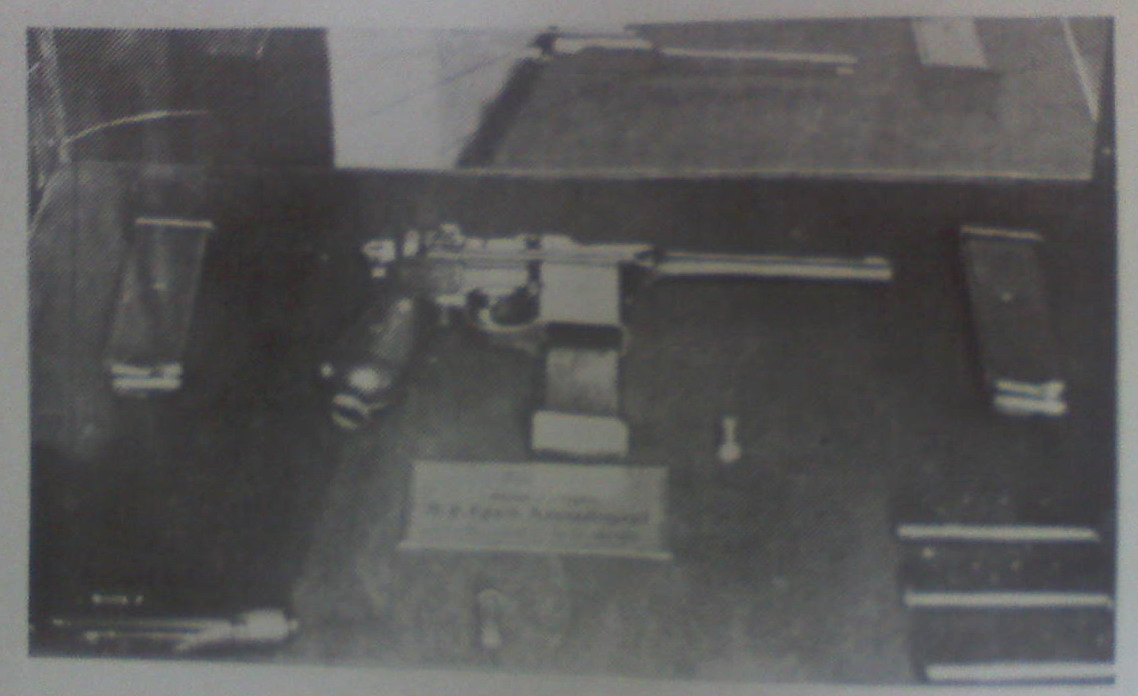
El arma homicida utilizada por Chernozemski, una pistola automática Mauser C96 expuesta en el Museo Nacional de Serbia.

El nuevo líder del IMRO, Ivan Mihailov, aprovechando las cualidades de Chernozemski, lo utilizó como asesino para la organización. En 1924 le ordenó asesinar al miembro del Partido Comunista de Bulgaria y exmiembro del IMRO, Dimo Hadzhidimov. Chernozemski fue detenido y condenado a muerte, pero su ejecución no se llevó a cabo, y en 1925 consiguió huir de la justicia.
En 1927, Chernozemski propuso al Comité Central del IMRO colocar explosivos en el edificio principal de la Sociedad de Naciones en París, a fin de atraer la atención del mundo y generar publicidad sobre la cuestión de los búlgaros en Macedonia, pero su propuesta fue rechazada. En 1929, la dirección del IMRO comenzó sus contactos y colaboración con la organización Ustacha de Ante Pavelić.
En 1930 Chernozemski, de nuevo por orden de Mihailov, asesinó a otro miembro del IMRO, Naum Tomalevski, y a su guardaespaldas. Tomalevski había sido un destacado miembro de la organización, así como alcalde de Kruševo y uno de los fundadores del Instituto Científico Macedonio. Por segunda vez, Chernozemski fue condenado a muerte, pero fue indultado en 1932 y abandonó el país.

### Líder del terrorismo europeo
Tras su liberación, las autoridades le perdieron la pista. Se trasladó clandestinamente a Italia, donde se convirtió en instructor de la Ustacha en el campo de entrenamiento de Borgotaro. Luego se trasladó al campamento ustachi de Janka Puszta en Hungría, donde los comandos terroristas eran entrenados. El objetivo principal de este campamento fue la preparación del asesinato del rey Alejandro I de Yugoslavia, orquestado por Pavelić y Mihailov.
El responsable de la operación fue el destacado dirigente ustacha Dido Kvaternik. Chernozemski era el instructor del comando que se disponía a asesinar al rey, pero llegó a la conclusión de que los miembros del grupo no estaban preparados psicológicamente, y decidió llevar a cabo él mismo el regicidio. El 9 de octubre de 1934, Alejandro I comenzaba una visita oficial a Francia; a las 14:00 h la célula terrorista compuesta por Vlado Chernozemski y los croatas Mijo Kralj, Ivan Rajić y Zvonimir Pospišil arribó a Marsella (donde llegaba la delegación yugoslava a bordo del destructor Dubrovnik) en autobús y tomó posiciones. Nada más desembarcar en el puerto de Marsella, Chernozemski logró acercarse al coche del rey, ocultando su arma en un ramo de flores. Después abordó el vehículo descubierto en el que se desplazaban el monarca y el ministro de exteriores francés Louis Barthou, disparando a quemarropa sobre el rey, que murió en el acto. Durante el tiroteo, Chernozemski fue herido con su sable por el jefe de la escolta, el teniente coronel Jules Piollet, y golpeado por la multitud. También recibió un disparo de un gendarme. Debido a su estado, no pudo ser interrogado, y murió horas más tarde. La policía francesa no pudo identificarlo, solo pudo comprobar su tatuaje, una calavera con dos huesos cruzados y la leyenda "VMRO" (siglas del OIRM en búlgaro). Fue enterrado en un lugar desconocido y solo dos detectives y los sepultureros estaban presentes en el funeral. El ministro Barthou falleció también a causa de las heridas recibidas, aunque una investigación posterior demostró que fueron producidas por el arma de un escolta durante el tiroteo.
Tras los asesinatos de Marsella, Chernozemski fue declarado póstumamente el terrorista más peligroso de Europa.